# Agersnerle
Agersnerle (Convolvulus arvensis), ofte skrevet ager-snerle, er en flerårig, slyngende eller nedliggende plante i snerle-familien. Bladene er spyd- eller pilformede og 2,5 centimeter lange. De hvide eller lyserøde blomster sidder på lange stilke og er vellugtende og 2,5-3,5 centimeter lange. På blomsterstilken findes to små, linjeformede forblade et stykke neden for blomsten. Agersnerle er udbredt over det meste af Jorden, bortset fra troperne og arktis. Den er formodentlig hjemmehørende i Middelhavsområdet og har spredt sig med såsæd og lignende.
I Danmark er agersnerle almindelig på næringsrig jord i marker, haver, vejkanter, affaldspladser og på strandvolde. Den blomstrer i juni til september. Blomsterne er kun åbne en enkelt dag og lukker sig kun op i solskinsvejr.